# Castello di Avise
Das Castello di Avise ist eine massige Burg am Ortseingang der  italienischen Gemeinde Avise im Aostatal. Sie wird häufig mit dem Castello di Blonay in der Mitte des Ortes, in der Nähe der Kirche, verwechselt. Letztere war das erste Wohnhaus der Familie D’Avise. Später zogen die Adligen in das Castello di Avise um, das heute noch ihren Namen trägt.

## Geschichte
Boniface d’Avise oder Rudolphe d’Avise ließ die Burg 1492 erbauen, die sich dann lange in Händen der Familie befand. Nach dem Aussterben der D’Avises fiel sie an die Biancos di San Secondo, die sie 1798 verkauften.
Heute sind in der Burg Ausstellungen untergebracht.

## Beschreibung
Die Burg ist gut erhalten. Es handelt sich eher um ein festes Haus als um eine Burg. Daran angebaut ist ein Turm mit quadratischem Grundriss, wenig höher als der Rest des Gebäudes, auf dessen Spitze sich elegante Maschikulis finden, die mit gotischen Motiven namens it. „Goccia rovesciata“ / frz. „Chute inversée“ (dt.: umgekehrter Tropfen) verziert sind.

Grundriss der Burg (Carlo Nigra, Juli 1936)

Die Fassade zeigt Doppelfenster aus dem 16. Jahrhundert von bemerkenswerter Wirkung, oft mit alten Steineinsätzen ausgeführt, die den Rahmen bilden. Wie der Geologe Francesco Prinetti ausführt, zeigt das Mauerwerk Beispiele von drei grundlegenden Steinfamilien, die man in der Gegend findet: Ozeanischer Marmor wechselt sich mit Gneis ab, der aus dem Kontinentalstock stammt, und mit Amphibolit, der aus tiefen, magmatischen Einschlüssen aus vergangenen Epochen stammt. Die Zierelemente, von Steinquadern an den Türen und Fenstern bis zu den Kielbögen, sind in Marmor und Chiefer (Kalkler) ausgeführt.
Über der Eingangstüre zum Turm befinden sich die behauenen Familienwappen und das Motto „Qui tost Avise tard se repent“.
In der gesamten Burg kann man die verschiedenen Bauphasen und die Veränderungen, die über die Jahrhunderte durchgeführt wurden, gut erkennen: Einige Gänge wurden zugemauert, wogegen dann wieder Fenster eingebaut wurden, um im Einklang mit der veränderten Nutzung als Adelspalast mehr Licht in die Zimmer eintreten zu lassen.

Die Burg auf einem Foto von Carlo Nigra.
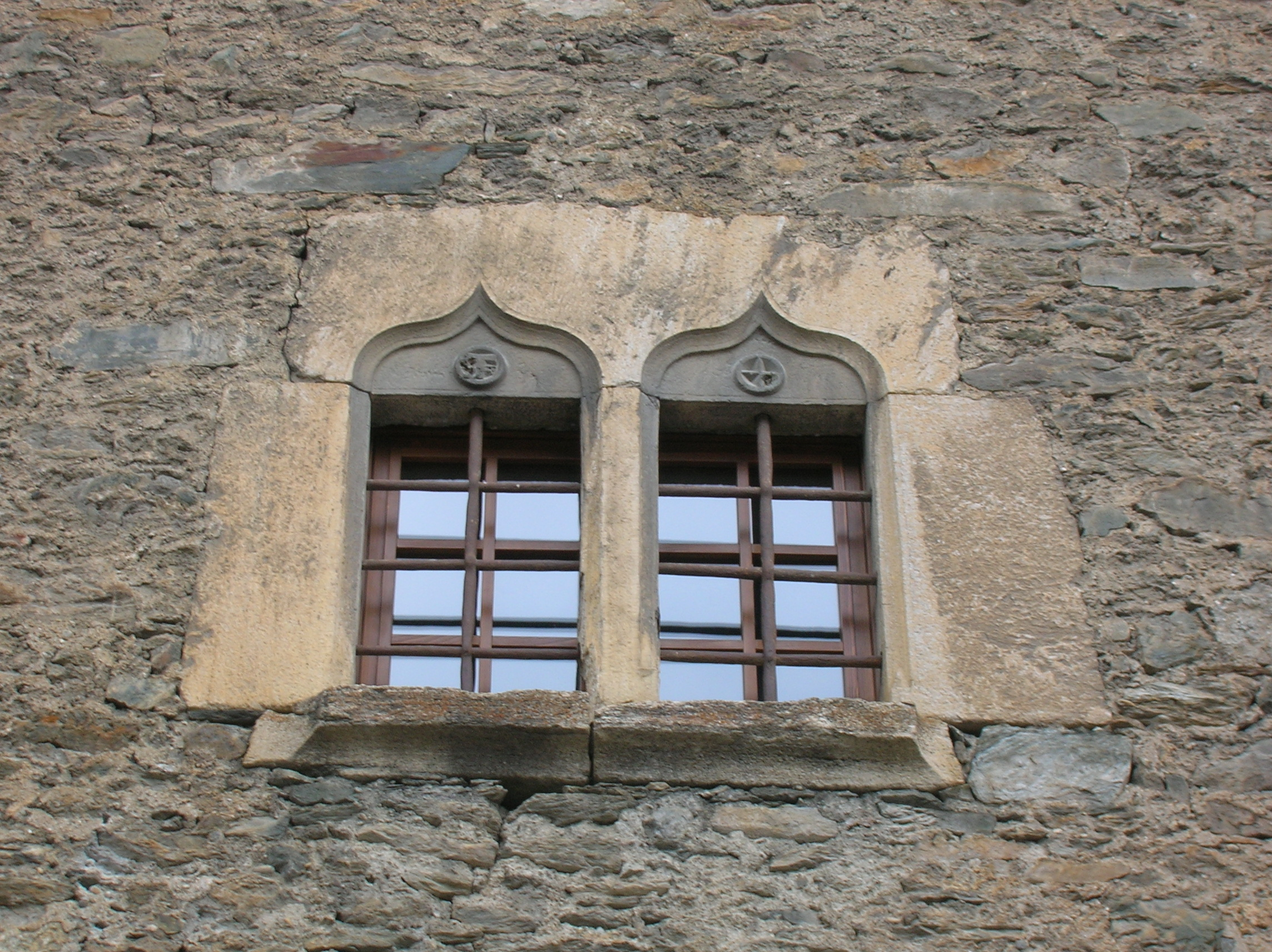
Detailbild eines Fensters
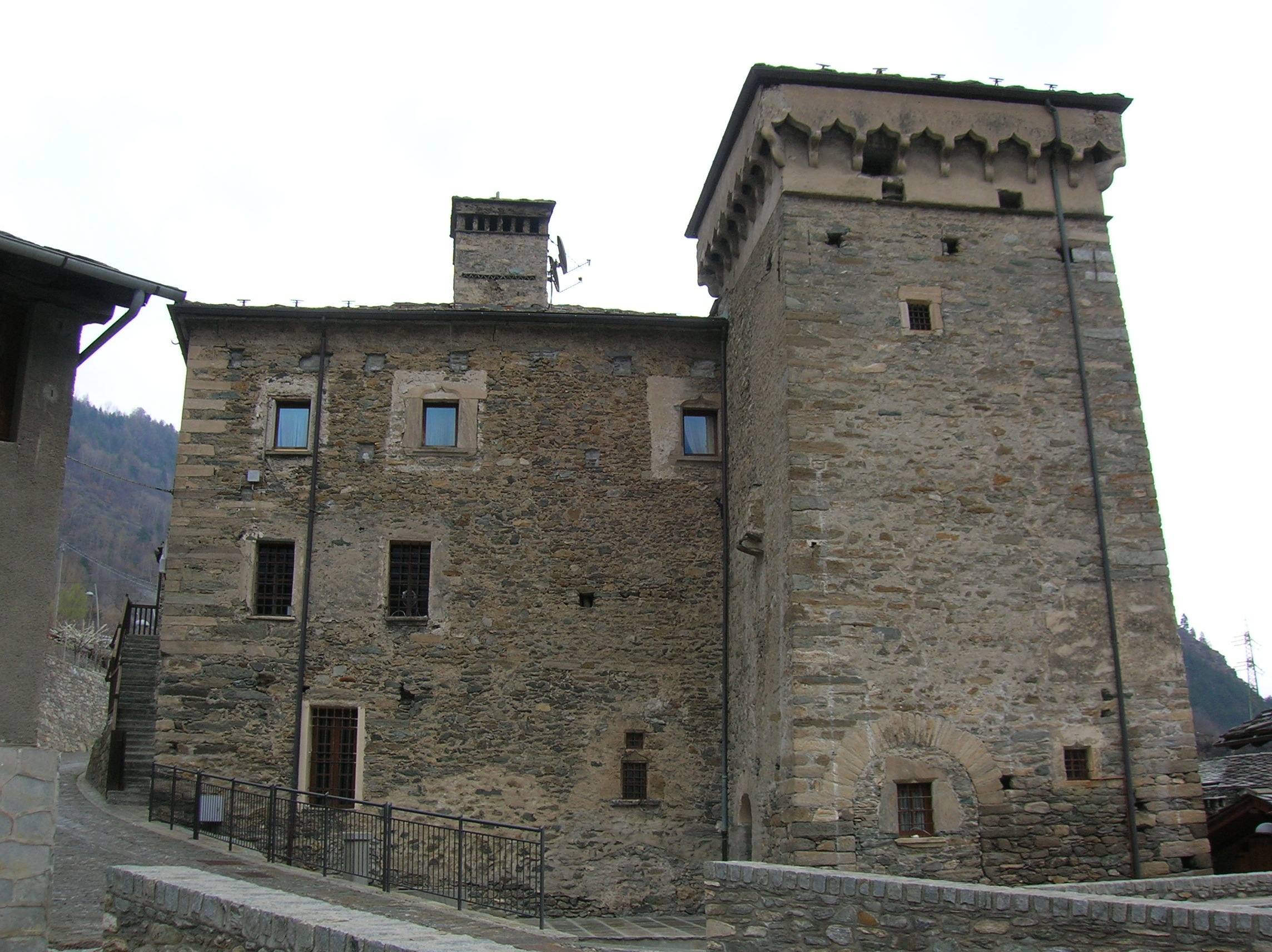
Die Westfassade der Burg am Ortseingang
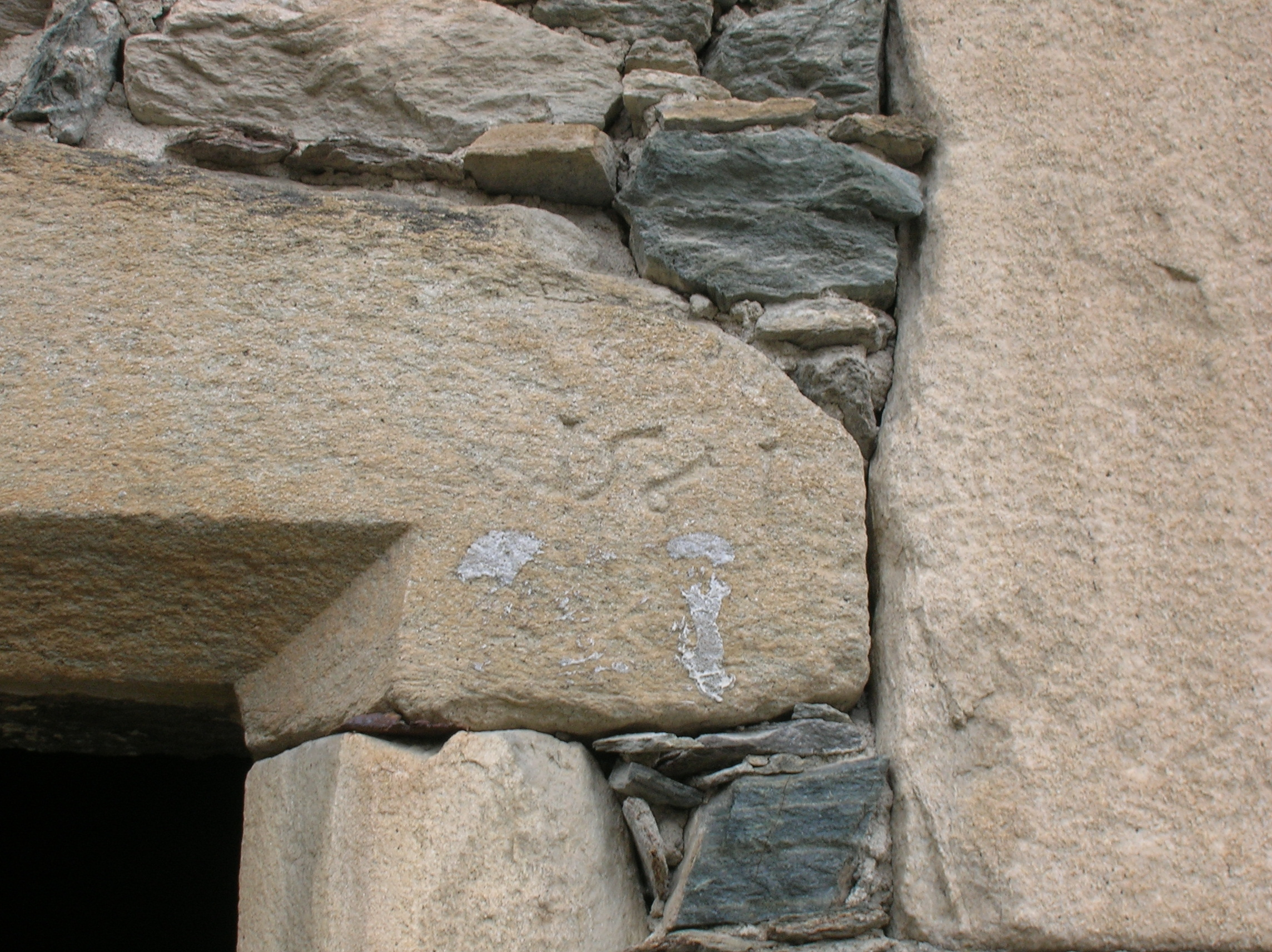
Detailbild einer Datumsinschrift über der Türe

### Innenräume
Im Erdgeschoss liegt die Küche, wo eine Zinnsammlung untergebracht war, die eines der letzten Mitglieder der Familie D’Avise zusammengetragen hatte und die heute nicht mehr existiert.

Die Küche oder das „Zinnzimmer“. Auf dem Foto von 1936 ist die Zinnsammlung noch zu sehen.

Im ersten Obergeschoss befindet sich der Tresorraum, in dem das Alltagsleben der oberen Mittelklasse in der zweiten Hälfte des 19. Jahrhunderts dargestellt ist, und der Regalraum, der so genannt wird, weil dort 14 geschnitzte Holzregale untergebracht sind, die Figuren in Kostümen des 15. Jahrhunderts, Tiere oder mythologische Monster mit einem klaren Bezug – in der Restaurierung im 19. Jahrhundert – zum Geschmack auf einer mittelalterlichen Burg im Aostatal.
Im Inneren findet sich auch ein großer Saal mit Kassettendecke.
In der Burg gibt es einige Stück von Fresken und Dekorationen, die mit Graffiti aus verschiedenen Epochen überlagert sind (wenn auch nicht vom selben Interesse wie die im Schloss Issogne).